# Peñitas (Texas)
Pour les articles homonymes, voir Penitas.
Peñitas est une ville des États-Unis située dans le comté de Hidalgo au Texas. En 2010, sa population était de 4 403 habitants. 